# Khafajah
Khafajah o Khafaje (in arabo خفاجة‎?; anticamente Tutub, in arabo توتوب‎?) è un sito archeologico  della Bassa Mesopotamia, nei pressi dell'odierna Ba'quba nel governatorato di Diyala, in Iraq. La città antica faceva parte della città-stato sumerica di Eshnunna all'inizio del II millennio a.C.. Il sito si trova a 11 km ad est di Baghdad e a 19 km a sud-ovest di Eshnunna.
A Khafajah si sono succedute sette stagioni di scavo negli anni 1930, sei delle quali sulla collina di Tell Asmar. Sono state condotte principalmente da un team dell'Oriental Institute of Chicago guidato da Henri Frankfort, Thorkild Jacobsen e Pinhas Delougaz. Per due stagioni, il sito è stato scavato da un team congiunto delle American Schools of Oriental Research e dell'Università della Pennsylvania.

## Descrizione
Khafajah si trova sul fiume Diyala, un affluente del Tigri. Nell'antichità era situata a nord-est del territorio di Sumer propriamente detto, e la città si trovò senz'altro sotto l'influenza della cultura sumerica.
Il sito archeologico è costituito da quattro tumuli, con identificazioni che vanno da A a D. Il principale, il tumulo A, risale al periodo di Uruk e conteneva un tempio a pianta ovale, un tempio dedicato al dio Sin e un tempio di Nintu. Un forte, Dur-Samsuiluna, è stato trovato sui tumuli B e C. Il tumulo D conteneva abitazioni e un tempio al dio Sin dove le tavolette dell'archivio sono state trovate in due monticelli.
La dedicazione del tempio di Sin al dio della luna (noto anche come Nanna in lingua sumera) si basa sulla scoperta di piccole lune crescenti trovate all'interno del tempio.
La sua costruzione data del 3300-2900 a.C. (periodo tardo di Uruk o di Jemdet-Nasr); sono state identificate almeno 10 fasi architettoniche che hanno succeduto la prima. L'ultima fase risale al periodo protodinastico, ossia verso il 2400 a.C. circa.

### Bronzo antico
Khafajah fu occupata durante il periodo protodinastico, nel periodo Sargonide, poi passò sotto il controllo di Eshnunna dopo la caduta della terza dinastia di Ur.

### Bronzo medio
Dopo che la città di Eshnunna fu presa da Babilonia, il re Samsu-iluna della prima dinastia babilonese costruì un forte sul sito e lo chiamò Dur-Samsuiluna. In quell'epoca, dei carri mesopotamici erano costruiti a Tutub.
La storia di Khafajah è conosciuta in modo più dettagliato su un periodo che copre diversi decenni a seguito della scoperta di 112 tavolette di argilla in un tempio dedicato a Sin. Le tavolette comprendono principalmente documenti su prestiti e vertenze legali. L'Oriental Institute of Chicago conserva 57 tavolette, mentre le restanti si trovano nell'raq Museum di Baghdad. Alcune statue sumere delle prime dinastie provenienti da Khafajah sono elencate fra i tesori perduti dall'Iraq dopo il 9 aprile 2003; tuttavia, sono state ospitati presso il museo Sulaymaniyah dal 1961.

## Galleria d'immagini
La Galleria Sumerica del museo nazionale iracheno espone diverse statue provenienti dal tempio di Sin e dal tempio di Nintu a Khafajah.

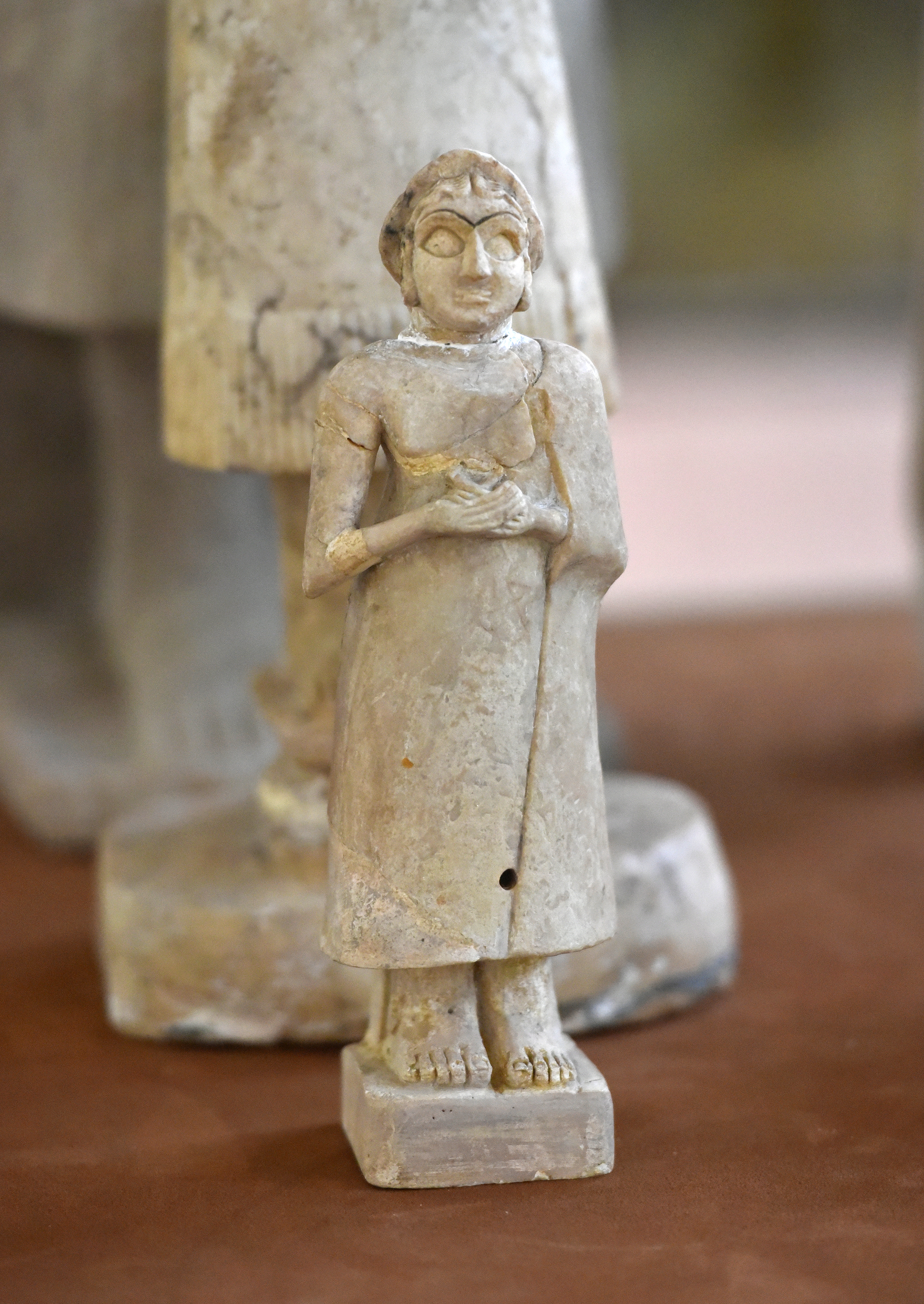
Adoratrice, tempio di Sin (museo dell'Iraq)
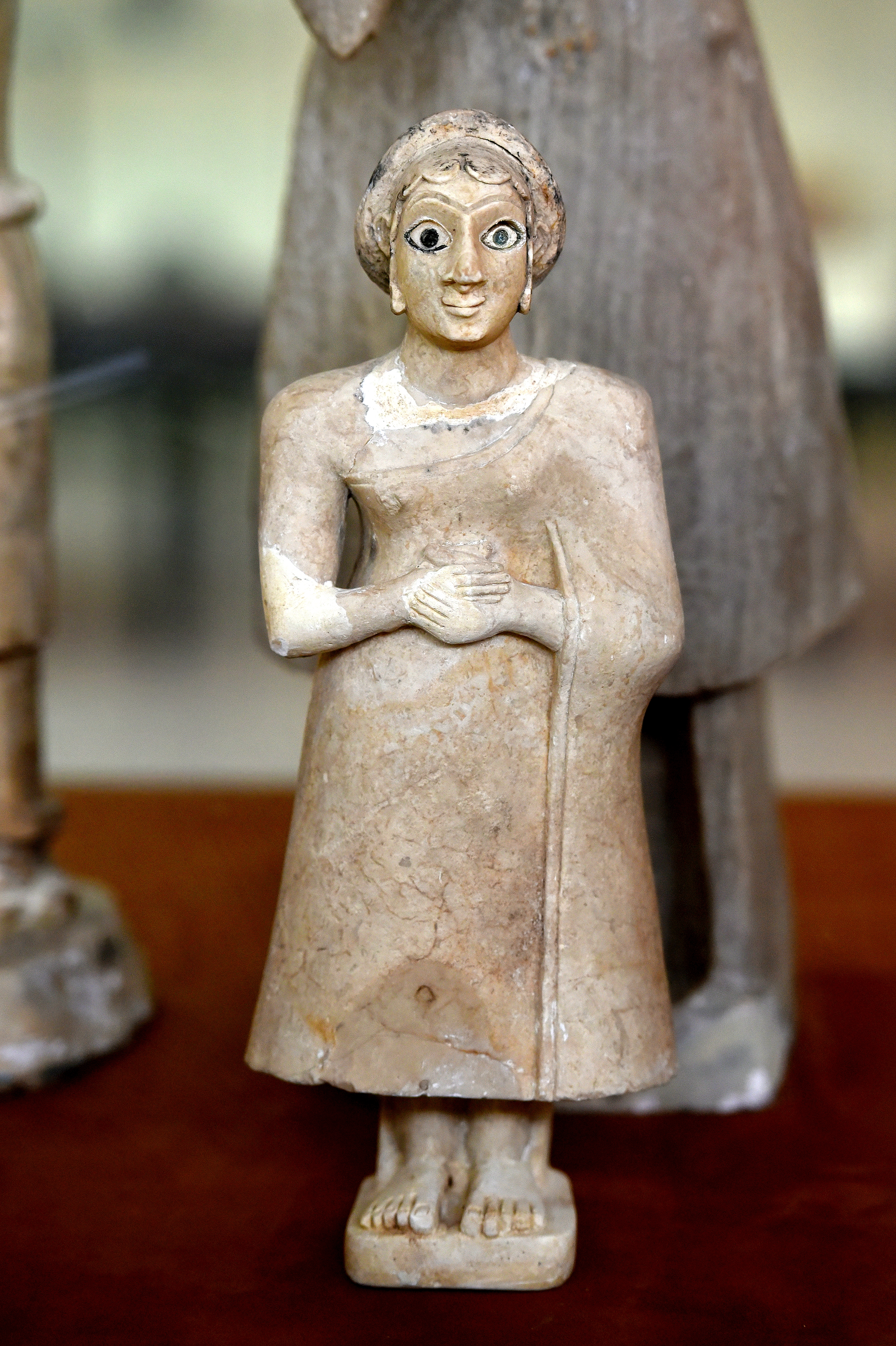
Adoratrice, tempio di Sin (museo dell'Iraq)
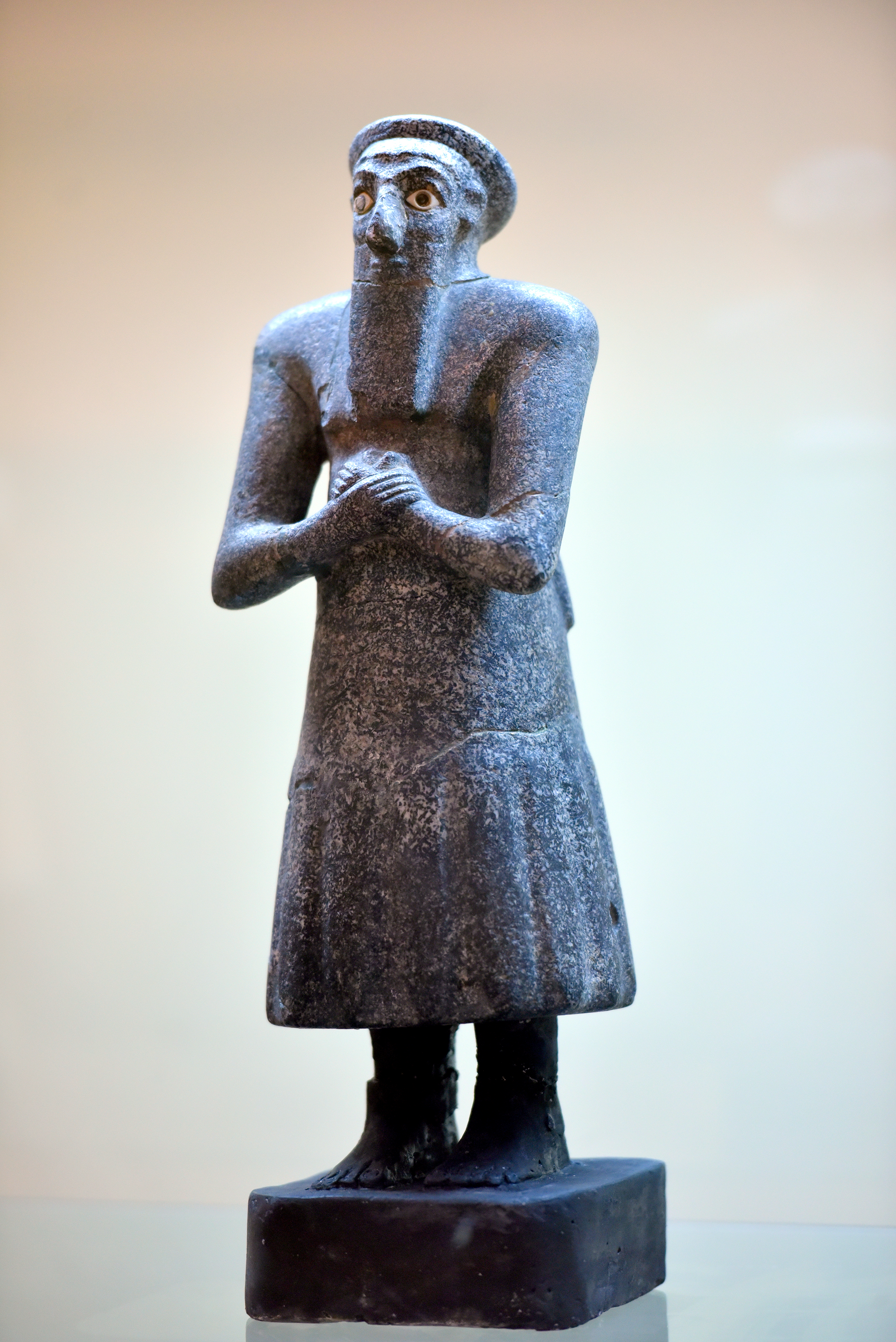
Statua dal tempio di Sin (museo dell'Iraq)
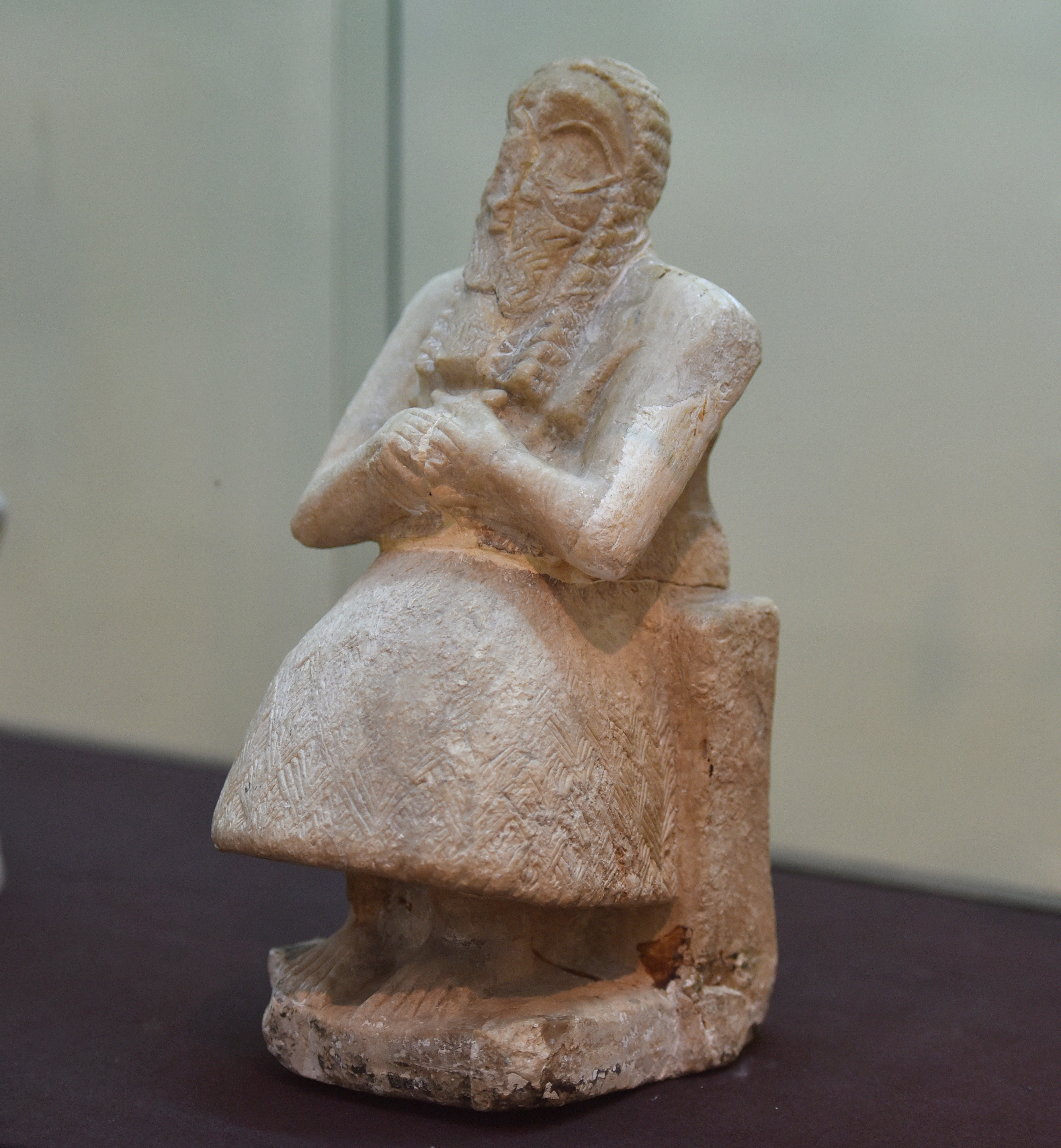
Statua dal tempio di Sin (museo dell'Iraq)
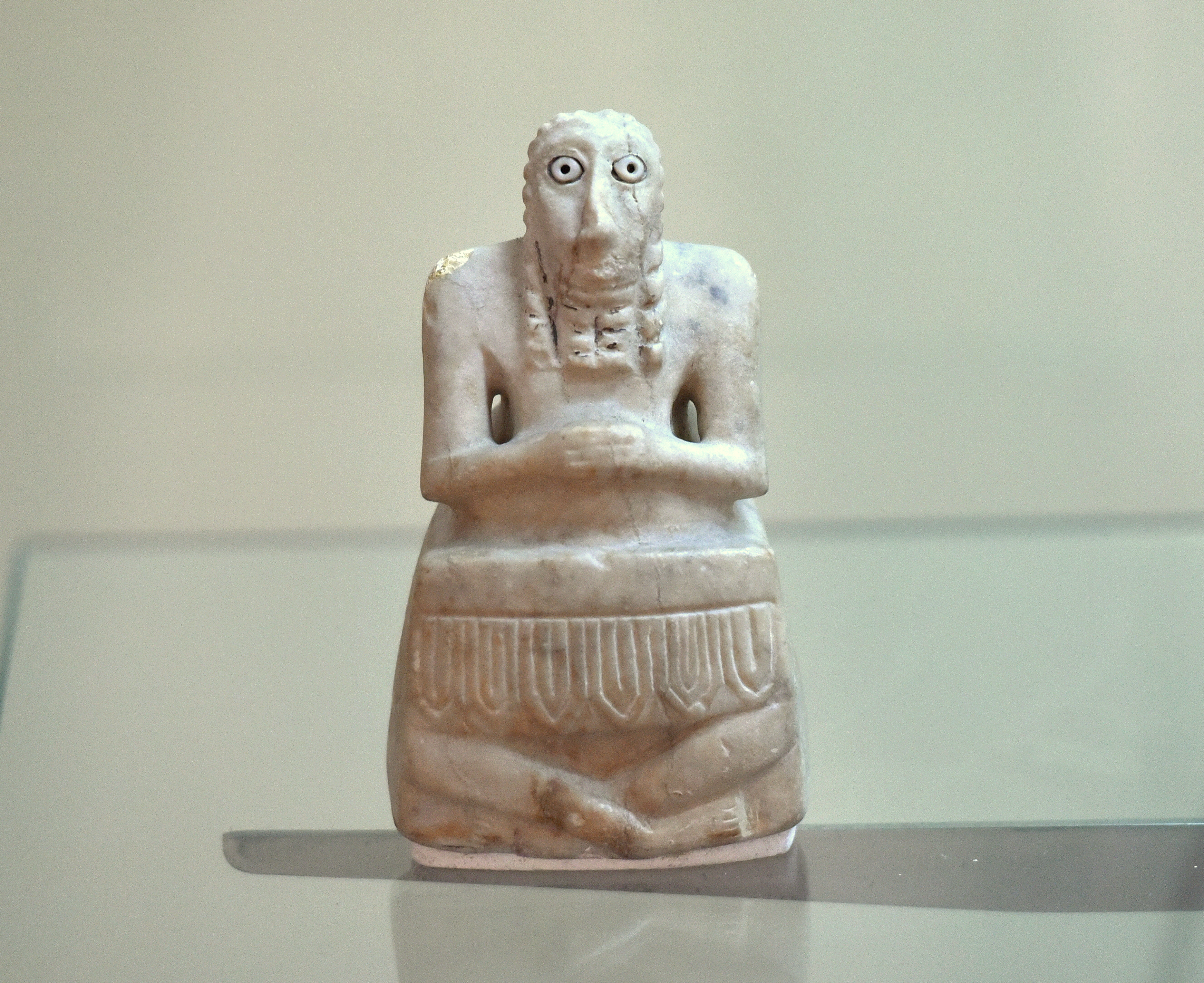
Statua dal Tesoro del tempio V di Nintu (museo dell'Iraq)
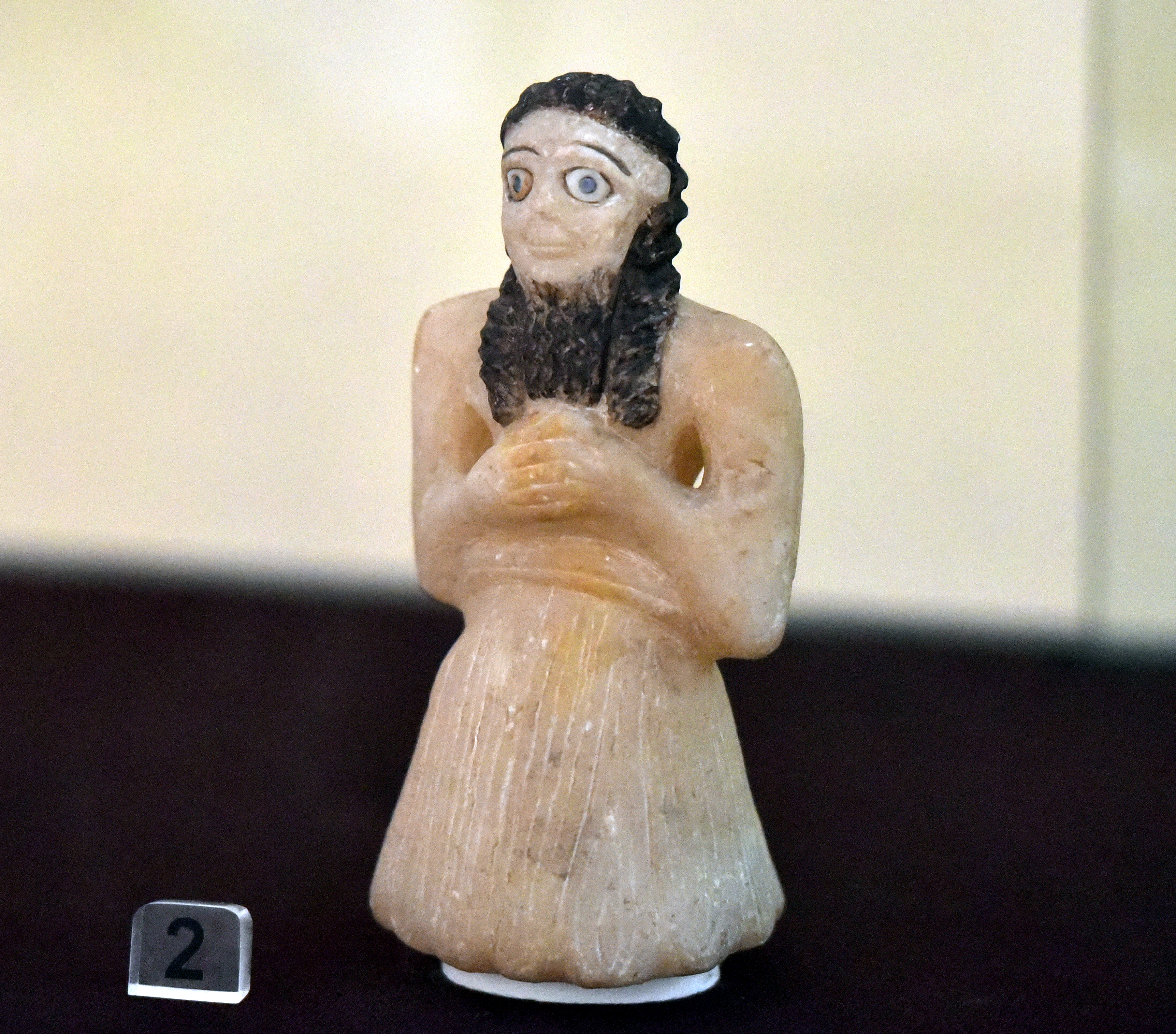
Statua dal Tesoro del tempio V di Nintu (museo dell'Iraq)
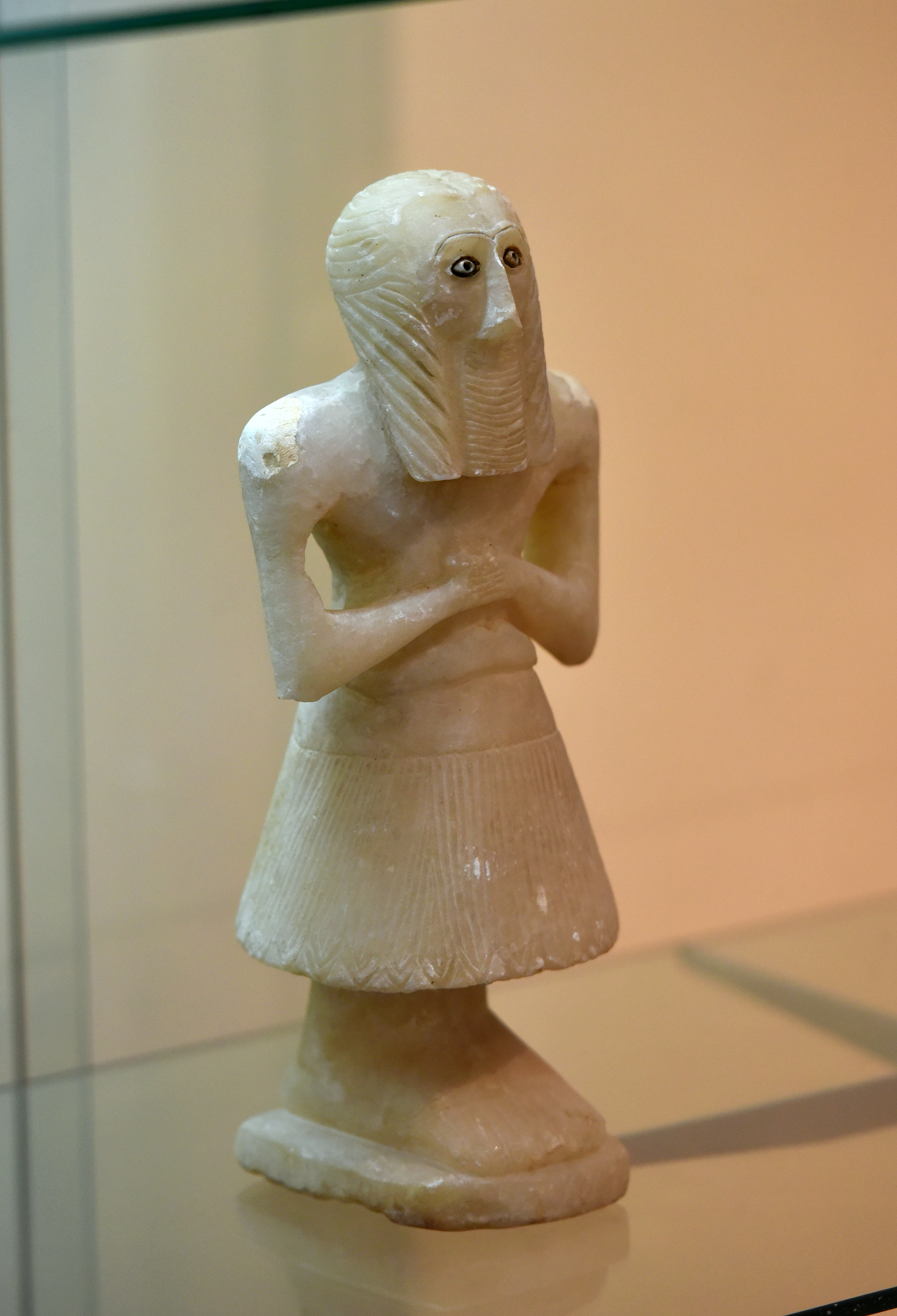
Statua maschile dal Tesoro nel tempio di Nintu V (museo dell'Iraq)
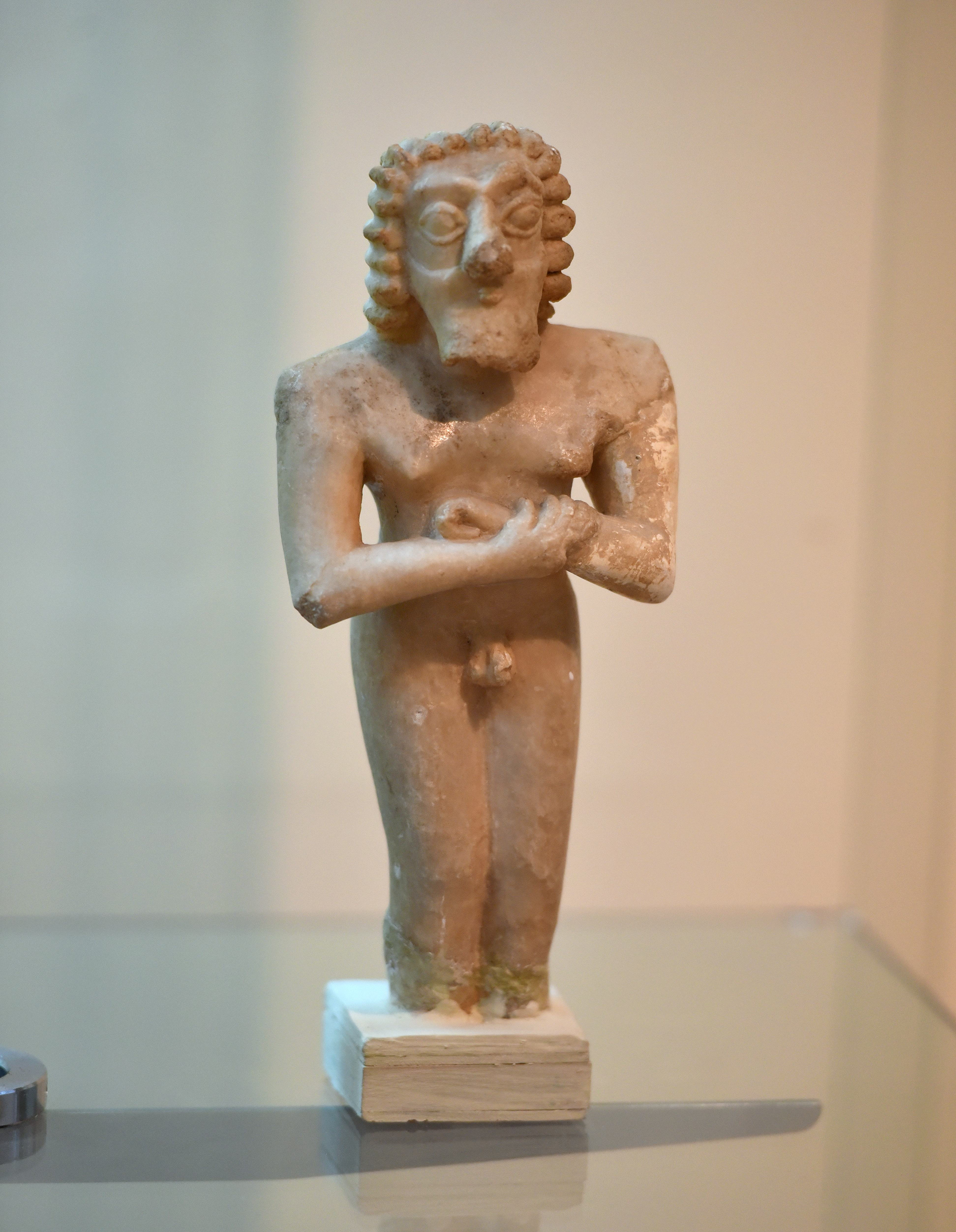
Statua dal tempio di Nintu VI (museo dell'Iraq)
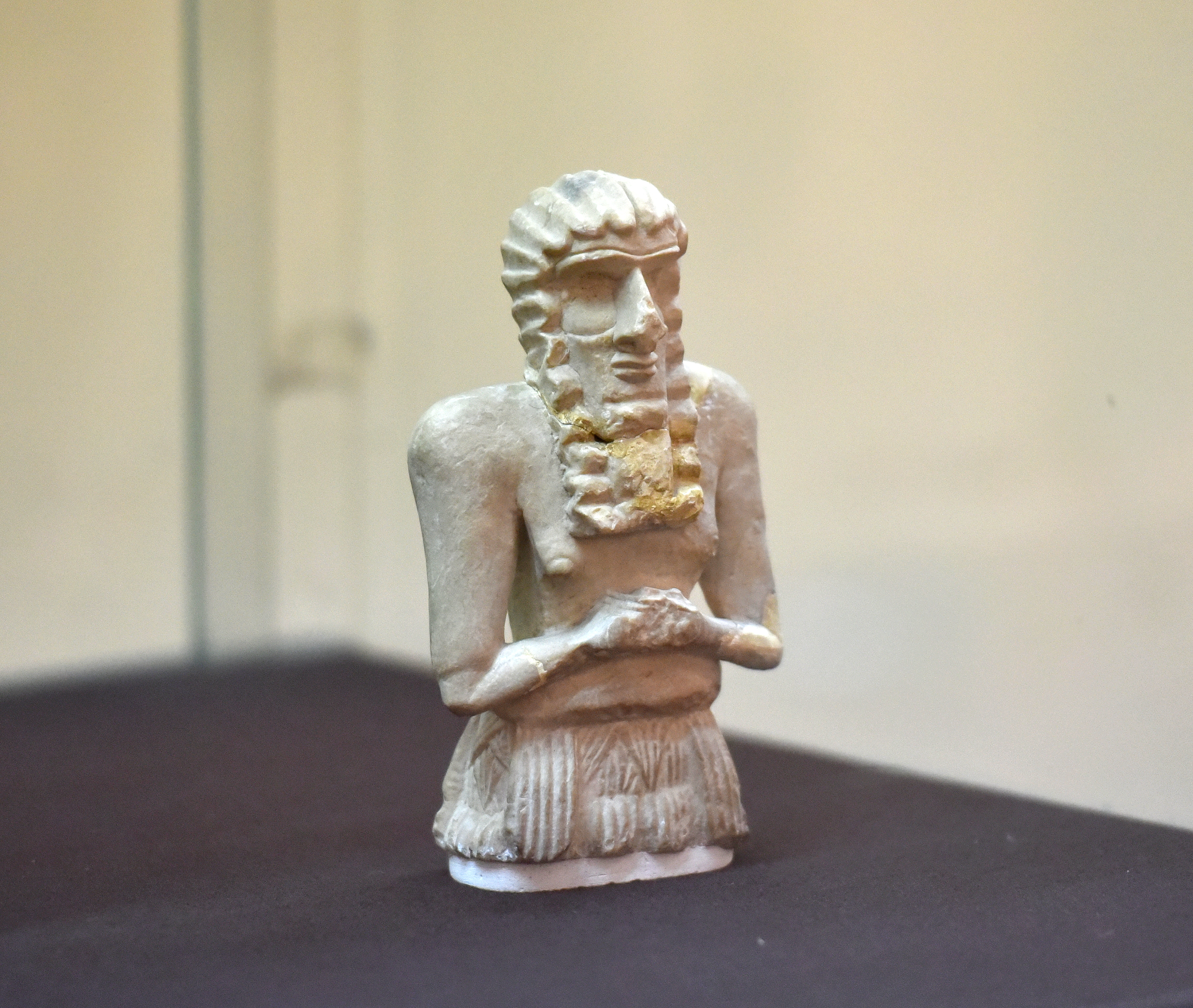
Statuetta maschile, tempio di Nintu VI (museo dell'Iraq)
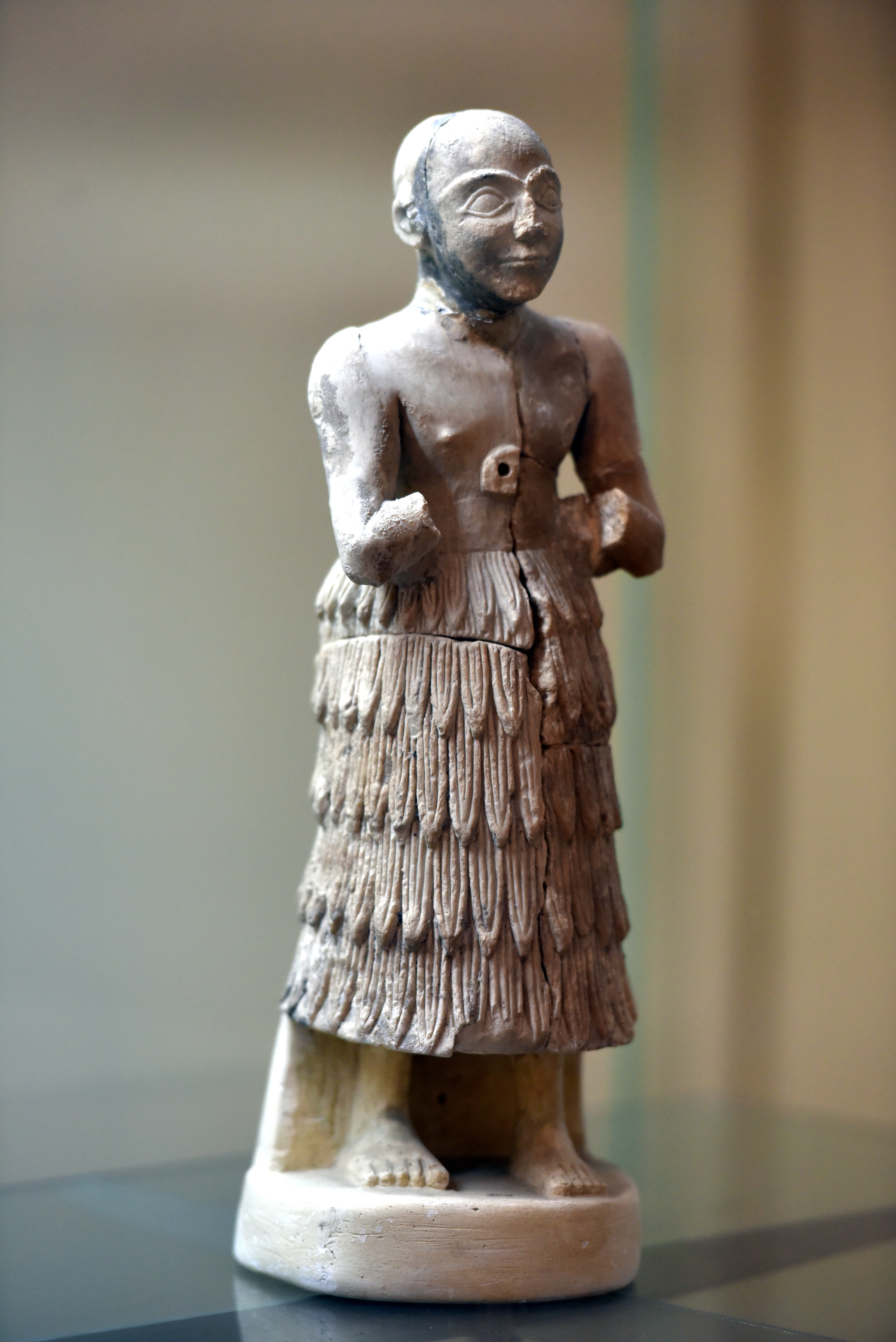
Statuetta maschile, tempio di Sin IX,  (museo dell'Iraq)
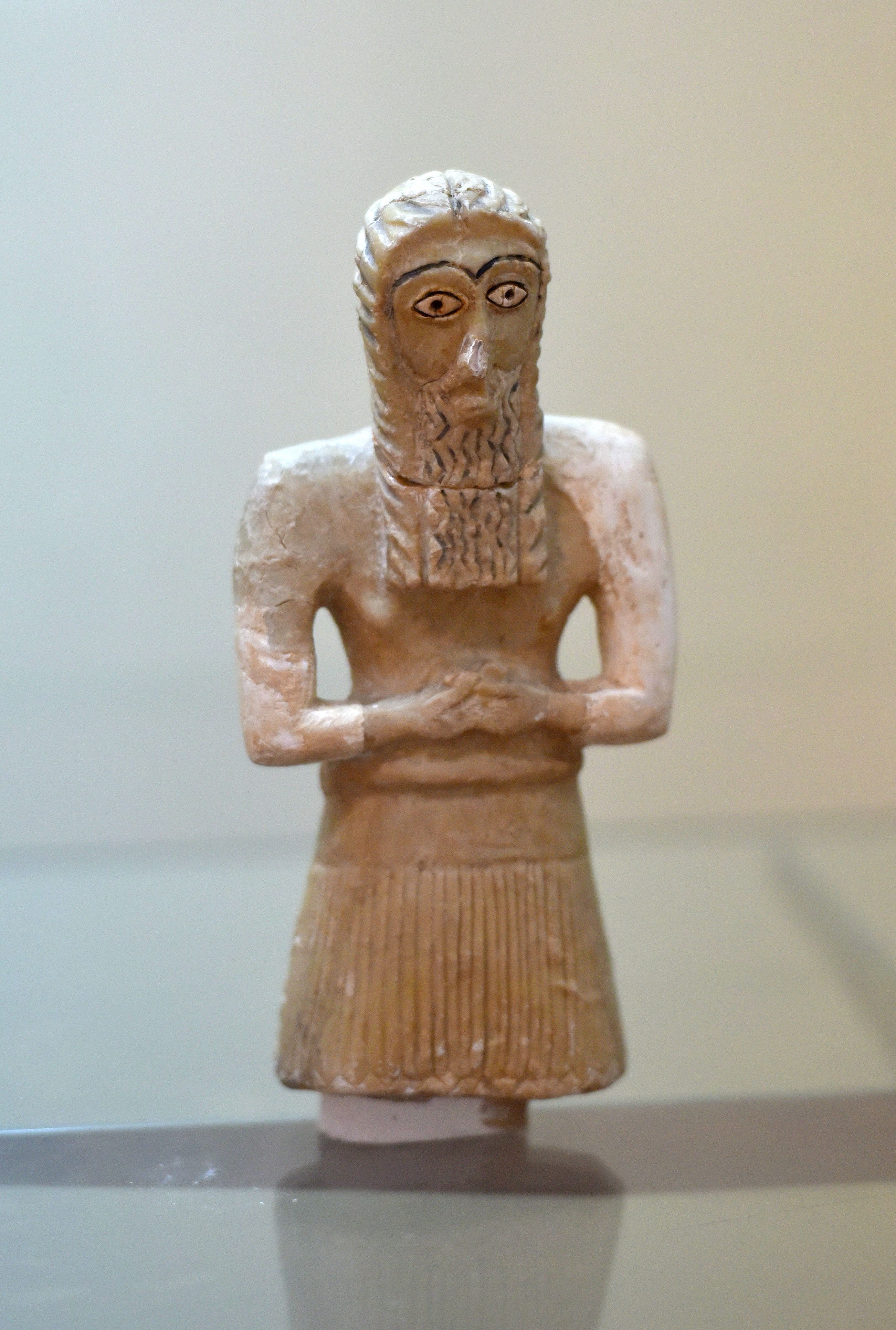
Statuetta maschile, tempio di Nintu VI (museo dell'Iraq)
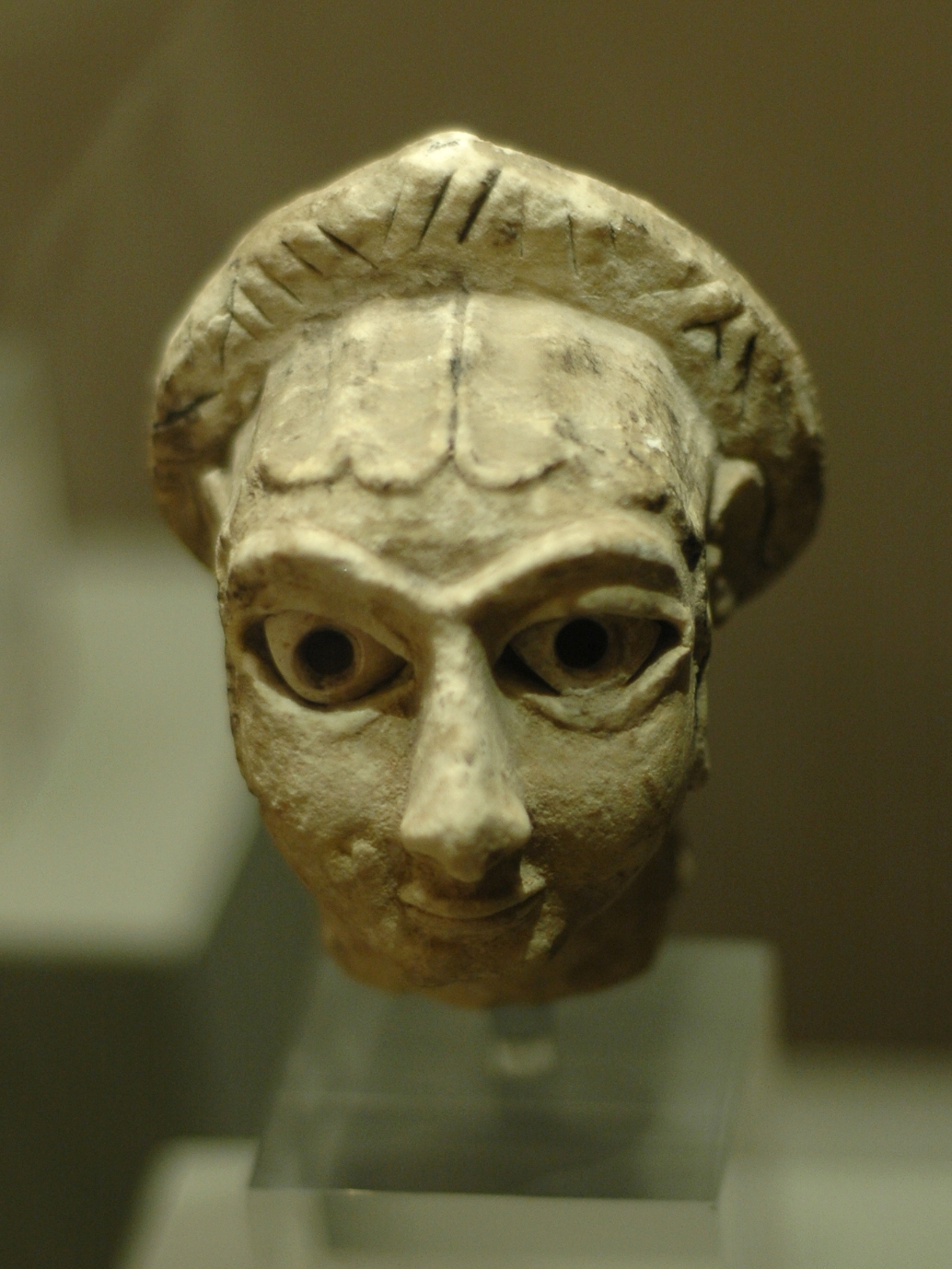
Testa umana di calcare trovata a Khafajah, primo dinastia II (2700 a.C. circa; museo dell'Iraq)

Altri musei ospitano reperti da Khafajah, raccolti durante le diverse campagne di scavo.

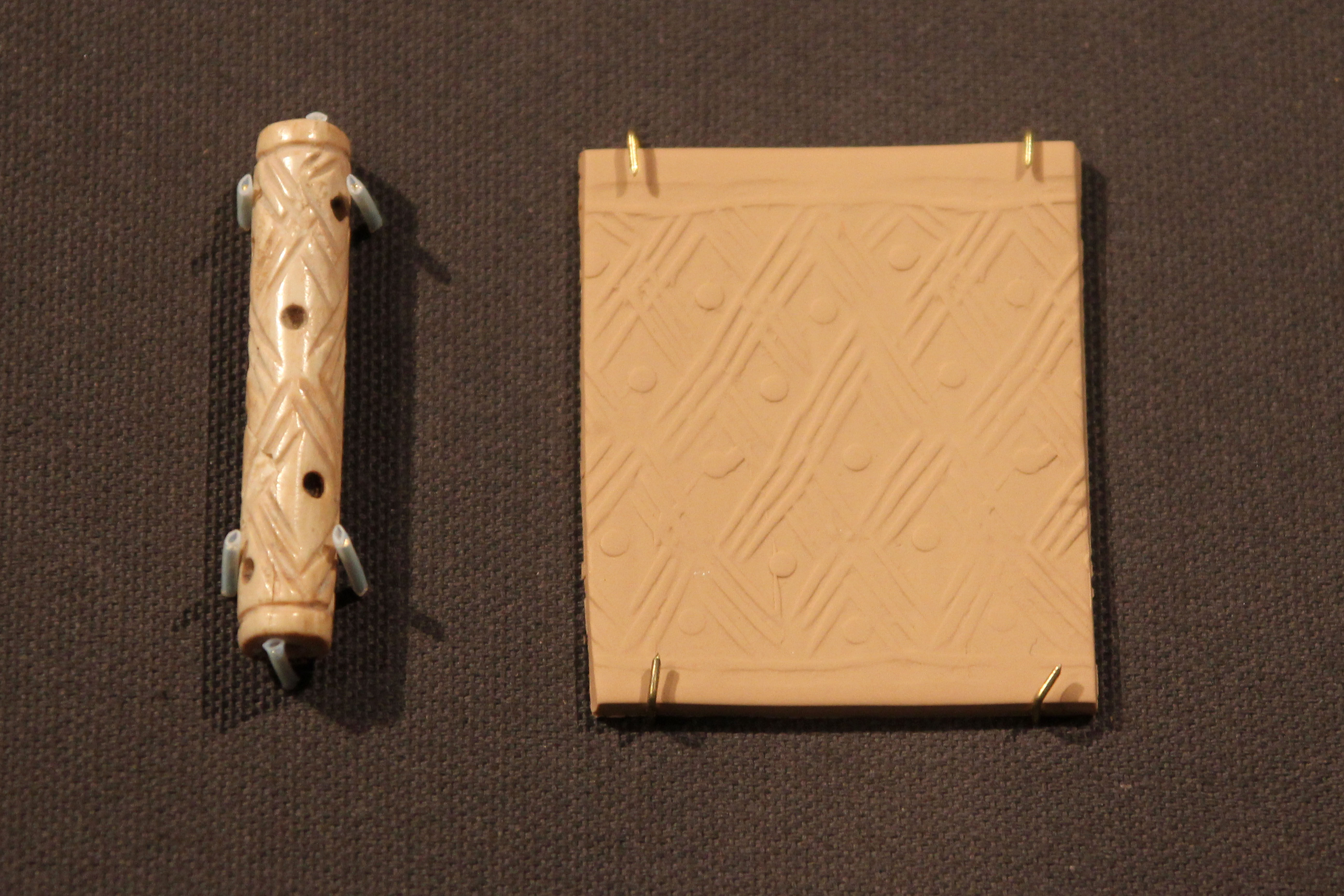
Sigillo cilindrico trovato a Khafajah, periodo Jemdet Nasr (3100–2900 a.C.; (Oriental Institute Museum)
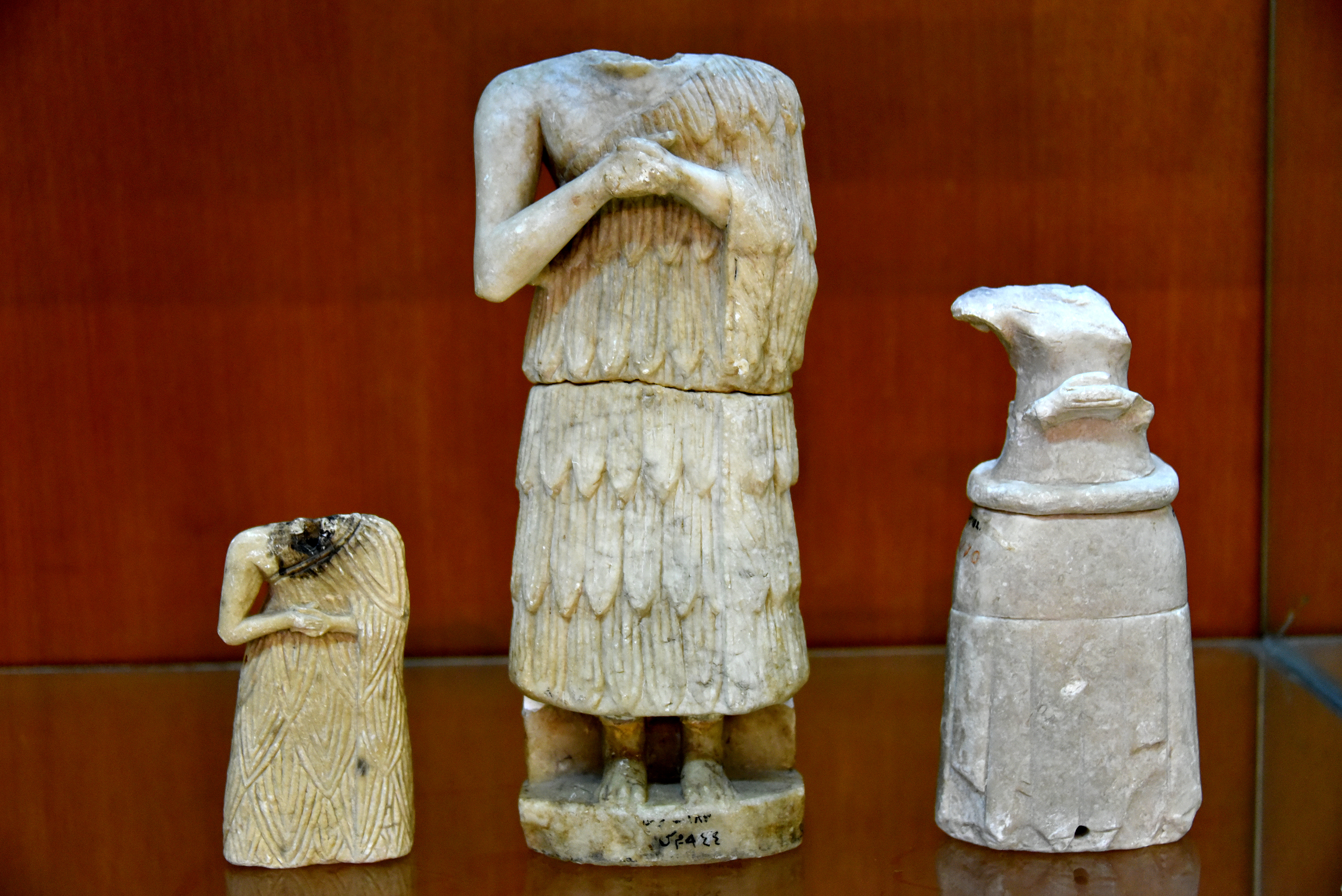
Tre statue sumere, primo periodo dinastico, 2900-2350 a.C. (Museo Sulaymaniyah)
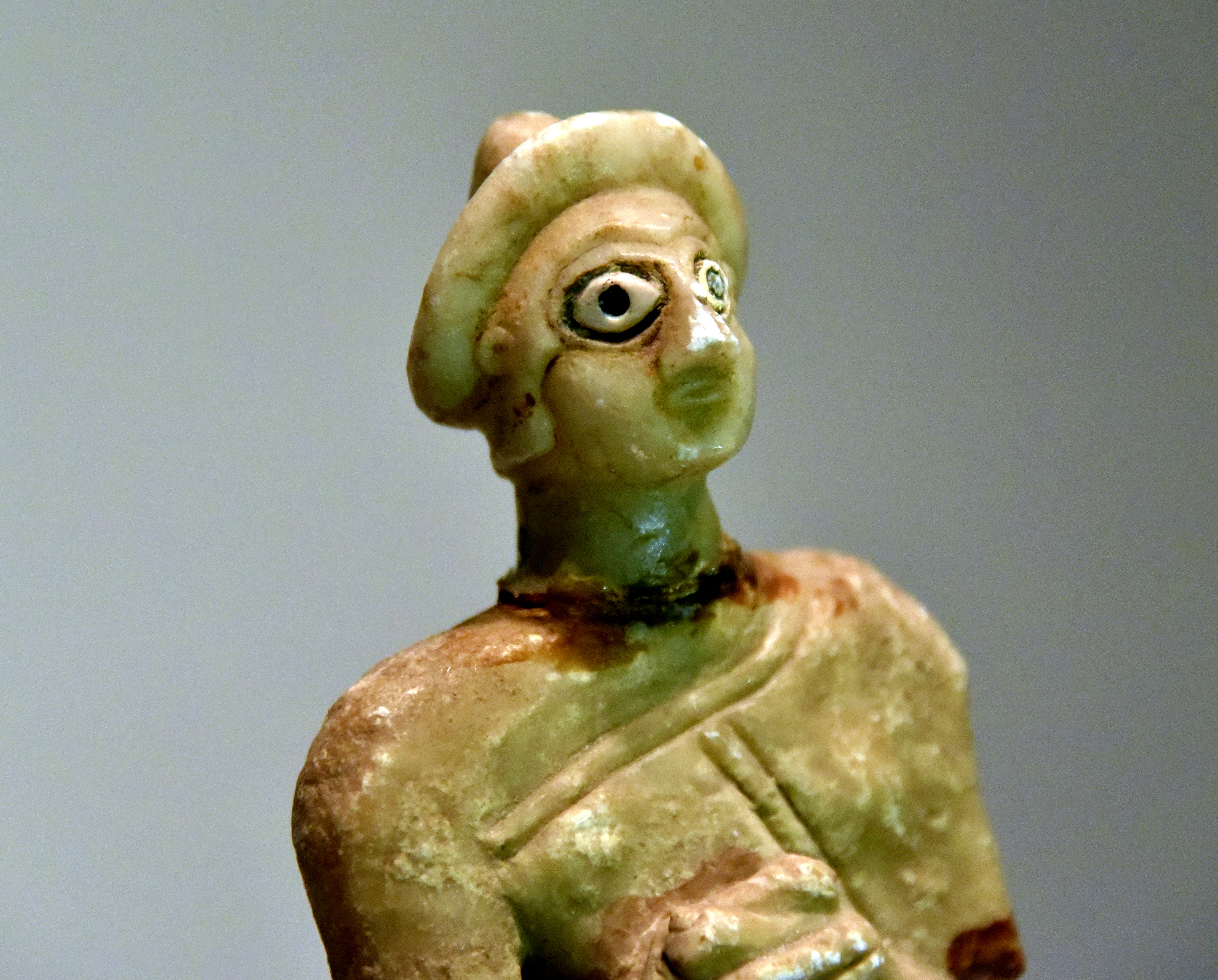
Testa di una donna sumera, scavata dall'Istituto Orientale, Early Dynastic III, c. 2400 a.C. (Museo di Sulaymaniyah)
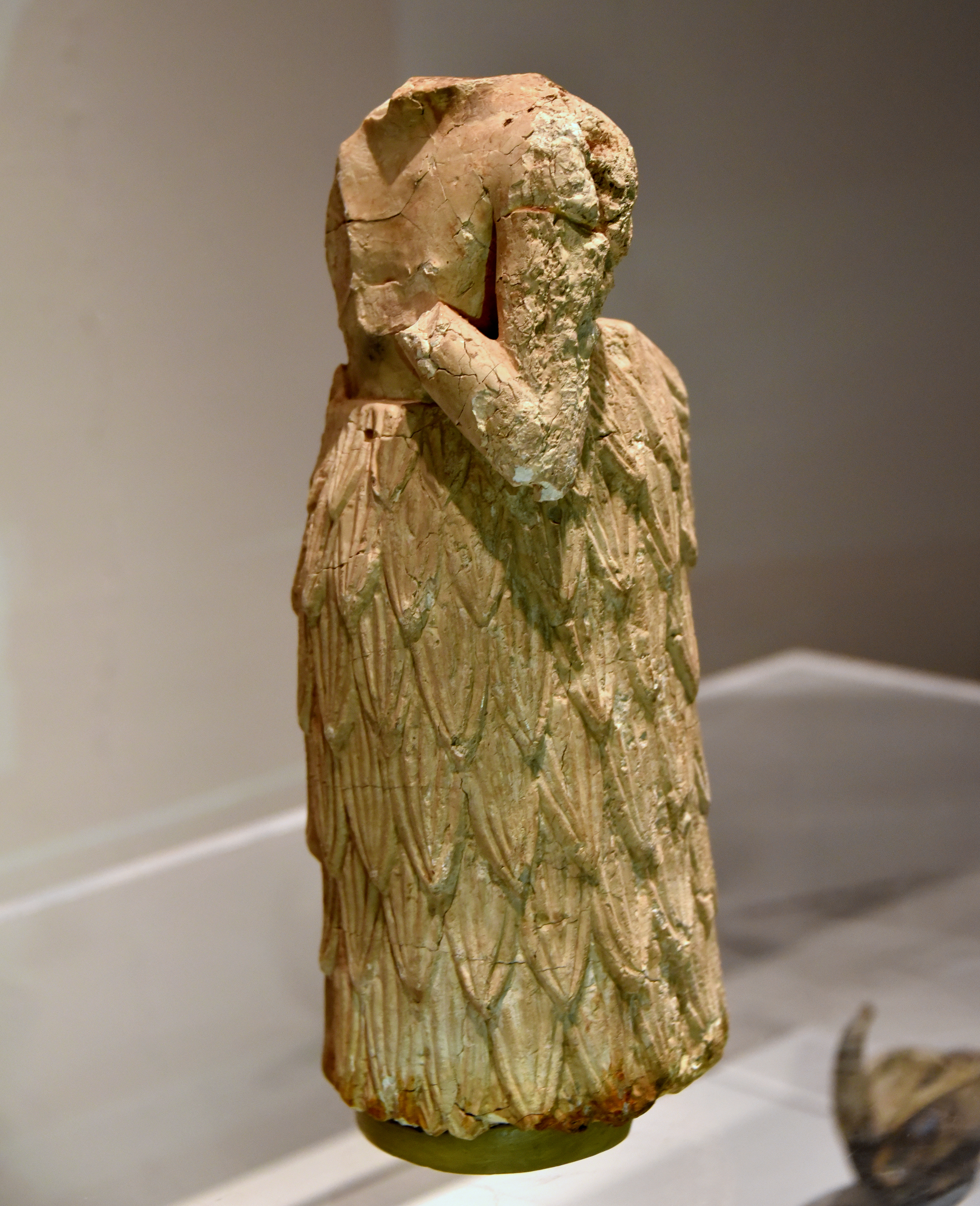
Statua senza testa di un uomo sumero, da Khafajah, primo periodo dinastico, 2900-2350 a.C. (Museo Sulaymaniyah)